# 芦屋人
株式会社芦屋人～あしやびと～（Ahiyabito / Ashiya-people Co.,Ltd.）は、兵庫県芦屋市に本社を持つグラフィックデザイン制作会社。WEB制作、チラシ・パンフ、キャラクターデザインなどの販促物制作が主業。地元特化型の『情報サイト芦屋人（あしやびと）』の運営と新聞折込・フリーペーパー店舗置配布型集合広告『フリーペーパー芦屋人（あしやびと）』を2005年より隔月発行している。テレビやラジオ番組での地域ローカル特集の取材協力や広告プランニング、コンサルサポート、イベント企画運営代行実績多数。同市公共業務（印刷物制作、広報撮影等）を行う指定業者でもある為、上記情報サイト運営が市だと誤解されることも多い。「芦屋の人は知っているけど市外の人はあまり知らない会社」でもある。

## 概要
2005年5月、芦屋人～あしやびと～を設立。代表・柴田 洋（しばた ひろし）2009年7月、株式会社に改組。

## 主な業務
- 兵庫県芦屋市内・及び西宮・神戸・大阪の飲食店・エステ・美容・雑貨・ファッション店のパンフレット・ショップカードなどの販促物デザイン
- 球団キャラクター・テナントロゴ・キャラクターデザイン（幼稚園・イベントキャラクター・飲食店など）
- 会社案内・商品PRパンフレット・WEB制作（ヤフー・楽天ショップ・amazonなど各種モールサイト制作）
- WEBショップサイトの商品代行出品（商品お預かり・撮影およびWEBサイト運営代行）
- 出張撮影（店頭・施術イメージ・商品撮影・メニュー撮影など）
- SNS代行業務・商品開発サポート・広告コンサルティング
- 芦屋リサーチ、商品モニター、読者モデルを活用した座談会企画等運営
- イベント企画・運営代行（芦屋を中心とした近隣地域でのイベント企画運営。地域に根差した会社ならではのネットワークが強み）
- 芦屋でのPR企画プランニング（芦屋での暮らし講習会や相談会、キッチンスタジオを活用したイベントなど、会場探しから依頼可能）
- 取材・ライティング業務（芦屋・西宮・神戸限定。☆大阪他近隣地域については応相談）
- 取材・ライティング業務（会社取材、企業年表作成、企業誌、老舗店WEBサイト・パンフレット制作に付随する原稿制作など）
- テレビ・ラジオ番組等における芦屋テナントリサーチ、店舗取材交渉代行、案内人出演、原稿制作等